# Moussa Sissoko
Moussa Sissoko (Le Blanc-Mesnil, Isla de Francia, Francia, 16 de agosto de 1989) es un futbolista francés que juega de centrocampista en el Watford F. C. de la EFL Championship de Inglaterra.

## Selección nacional
Fue internacional con la selección de fútbol de Francia.
El 13 de mayo de 2014 el entrenador de la selección francesa Didier Deschamps incluyó a Sissoko en la lista final de 23 jugadores que representarían a Francia en la Copa Mundial de 2014.

### Participaciones en Copas del Mundo
| Mundial           | Sede   | Resultado        | Partidos | Goles |
| ----------------- | ------ | ---------------- | -------- | ----- |
| Copa Mundial 2014 | Brasil | Cuartos de final | 4        | 1     |

### Participaciones en Eurocopas
| Eurocopa      | Sede    | Resultado        | Partidos | Goles |
| ------------- | ------- | ---------------- | -------- | ----- |
| Eurocopa 2016 | Francia | Subcampeón       | 6        | 0     |
| Eurocopa 2020 | Europa  | Octavos de final | 2        | 0     |

## Estadísticas

### Clubes
Actualizado al último partido jugado el 7 de noviembre de 2021.
| Club                               | Div.          | Temporada     | Liga  | Liga  | Copas nacionales | Copas nacionales | Copas internacionales | Copas internacionales | Total | Total |
| Club                               | Div.          | Temporada     | Part. | Goles | Part.            | Goles            | Part.                 | Goles                 | Part. | Goles |
| ---------------------------------- | ------------- | ------------- | ----- | ----- | ---------------- | ---------------- | --------------------- | --------------------- | ----- | ----- |
| Toulouse F. C. Francia             | 1.ª           | 2007-08       | 30    | 1     | 2                | 1                | 4                     | 0                     | 36    | 2     |
| Toulouse F. C. Francia             | 1.ª           | 2008-09       | 35    | 4     | 5                | 1                | 0                     | 0                     | 40    | 5     |
| Toulouse F. C. Francia             | 1.ª           | 2009-10       | 37    | 7     | 3                | 0                | 7                     | 1                     | 47    | 8     |
| Toulouse F. C. Francia             | 1.ª           | 2010-11       | 36    | 5     | 2                | 1                | 0                     | 0                     | 38    | 6     |
| Toulouse F. C. Francia             | 1.ª           | 2011-12       | 35    | 2     | 2                | 0                | 0                     | 0                     | 37    | 2     |
| Toulouse F. C. Francia             | 1.ª           | 2012-13       | 19    | 1     | 3                | 0                | 0                     | 0                     | 22    | 1     |
| Toulouse F. C. Francia             | Total club    | Total club    | 192   | 20    | 17               | 3                | 11                    | 1                     | 220   | 24    |
| Newcastle United F. C. Inglaterra  | 1.ª           | 2012-13       | 12    | 3     | 6                | 0                | 0                     | 0                     | 18    | 3     |
| Newcastle United F. C. Inglaterra  | 1.ª           | 2013-14       | 35    | 3     | 3                | 0                | 0                     | 0                     | 38    | 3     |
| Newcastle United F. C. Inglaterra  | 1.ª           | 2014-15       | 34    | 4     | 4                | 1                | 0                     | 0                     | 38    | 5     |
| Newcastle United F. C. Inglaterra  | 1.ª           | 2015-16       | 37    | 1     | 2                | 0                | 0                     | 0                     | 39    | 1     |
| Newcastle United F. C. Inglaterra  | Total club    | Total club    | 118   | 11    | 15               | 1                | 0                     | 0                     | 133   | 12    |
| Tottenham Hotspur F. C. Inglaterra | 1.ª           | 2016-17       | 25    | 0     | 4                | 0                | 5                     | 0                     | 34    | 0     |
| Tottenham Hotspur F. C. Inglaterra | 1.ª           | 2017-18       | 33    | 1     | 8                | 1                | 6                     | 1                     | 47    | 2     |
| Tottenham Hotspur F. C. Inglaterra | 1.ª           | 2018-19       | 29    | 0     | 5                | 0                | 10                    | 0                     | 44    | 0     |
| Tottenham Hotspur F. C. Inglaterra | 1.ª           | 2019-20       | 29    | 2     | 0                | 0                | 6                     | 0                     | 35    | 2     |
| Tottenham Hotspur F. C. Inglaterra | 1.ª           | 2020-21       | 25    | 0     | 7                | 1                | 10                    | 0                     | 42    | 1     |
| Tottenham Hotspur F. C. Inglaterra | Total club    | Total club    | 141   | 3     | 24               | 2                | 37                    | 0                     | 202   | 5     |
| Watford F. C. Inglaterra           | 1.ª           | 2021-22       | 9     | 0     | 1                | 0                | 0                     | 0                     | 10    | 0     |
| Watford F. C. Inglaterra           | Total club    | Total club    | 9     | 0     | 1                | 0                | 0                     | 0                     | 10    | 0     |
| Total carrera                      | Total carrera | Total carrera | 460   | 31    | 57               | 6                | 48                    | 1                     | 565   | 41    |

## Vida privada
Tiene orígenes malienses.